# Bastien Bouillon
Pour les articles homonymes, voir Bouillon.
Bastien Bouillon est un acteur français, né le 19 mai 1985.
En 2023, il reçoit le César du meilleur espoir masculin pour son rôle dans La Nuit du 12.
En 2024, il joue un personnage marquant dans deux grands succès au cinéma : Le Comte de Monte-Cristo et Monsieur Aznavour.

## Biographie

### Famille
Bastien Bouillon est le fils du metteur en scène Gilles Bouillon et de la comédienne Clémentine Amouroux.
Il est le petit-neveu de Joséphine Baker,. Il est également le cousin de l'avocate Anne Bouillon.
Il est père de trois garçons.

### Jeunesse et formation
Avec des parents artistes, Bastien Bouillon grandit dans le milieu du spectacle. Après un baccalauréat scientifique, il fait le tour du monde pendant deux ans.
De 2007 à 2009, Bastien Bouillon est à la classe libre du Cours Florent, puis intègre le Conservatoire national supérieur d'art dramatique en 2009, mais n'y reste qu'un an.

### Carrière
En 2011, Bastien Bouillon obtient son premier rôle dans le téléfilm Simple d'Ivan Calbérac, dans lequel il joue une personne handicapée. Sur le tournage, il rencontre Jérémie Elkaïm et se lie d'amitié avec la réalisatrice Valérie Donzelli, pour qui il tourne ensuite dans trois films (La guerre est déclarée, Main dans la main et Marguerite et Julien).
En 2014, il partage l'affiche avec Ana Girardot dans Le Beau Monde de Julie Lopes-Curval, qui lui vaut une nomination au Lumière de la révélation masculine.
En 2019, il assume le second rôle de Fred Koskas dans Le Mystère Henri Pick de Rémi Bezançon et joue un gendarme dans Seules les bêtes de Dominik Moll. Il retrouve ce dernier réalisateur en 2022 pour le rôle principal du capitaine Yohan Vivès dans La Nuit du 12, au côté de Bouli Lanners. Pour cette interprétation, il reçoit le César du meilleur espoir masculin lors de la cérémonie de 2023.
En 2025, il tient le rôle principal de Raphaël Tenreiro dans Partir un jour d'Amélie Bonnin, film d'ouverture du Festival de Cannes 2025.

## Filmographie
Sauf indication contraire, les informations mentionnées dans cette section peuvent être confirmées par les bases de données cinématographiques  présentes dans la section « Liens externes ».

### Cinéma
Longs métrages
- 1993 : L'Arbre, le Maire et la Médiathèque d'Éric Rohmer : le fils de Blandine Lenoir (non crédité)
- 2010 : Gardiens de l'ordre de Nicolas Boukhrief
- 2011 : La guerre est déclarée de Valérie Donzelli : Nikos
- 2011 : La Guerre des boutons de Yann Samuell : Tintin
- 2012 : Les Infidèles de Jean Dujardin et Gilles Lellouche : Valentin
- 2012 : Main dans la main de Valérie Donzelli : l'apprenti miroitier
- 2013 : Deux Automnes Trois Hivers de Sébastien Betbeder : Benjamin
- 2013 : Indésirables de Philippe Barassat : Sergueï
- 2014 : Le Beau Monde de Julie Lopes-Curval : Antoine Barthes
- 2015 : Peur de rien de Danielle Arbid : Arnaud
- 2015 : Marguerite et Julien de Valérie Donzelli : Philippe de Ravalet
- 2015 : Quand je ne dors pas de Tommy Weber : le fumeur
- 2016 : La Prunelle de mes yeux d'Axelle Ropert : Théo Papagika
- 2017 : La Promesse de l'aube d'Éric Barbier : Gouje
- 2018 : Féminin plurielles de Sébastien Bailly : Clément
- 2018 : Carnivores de Jérémie Renier et Yannick Renier : Manuel
- 2019 : Le Mystère Henri Pick de Rémi Bezançon : Fred Koskas
- 2019 : Debout sur la montagne de Sébastien Betbeder : Hugo
- 2019 : Seules les bêtes de Dominik Moll : Cédric Vigier, gendarme
- 2019 : À cœur battant de Keren Ben Rafael : Charles
- 2020 : Jumbo de Zoé Wittock : Marc
- 2020 : Trop d'amour de Frankie Wallach : Bastien
- 2021 : Une jeune fille qui va bien de Sandrine Kiberlain : le professeur de théâtre
- 2022 : La Nuit du 12 de Dominik Moll : Capitaine Yohan Vivès
- 2022 : Simone, le voyage du siècle d'Olivier Dahan : Pierre Jampolsky
- 2022 : Astrakan de David Depesseville : Clément
- 2022 : Umami de Slony Sow : Jean Carvin
- 2024 : Un homme en fuite de Baptiste Debraux : Paul Ligre
- 2024 : Le Comte de Monte-Cristo de Matthieu Delaporte et Alexandre de La Patellière : Fernand Mondego, comte de Morcerf
- 2024 : Monsieur Aznavour de Grand Corps Malade et Mehdi Idir : Pierre Roche
- 2025 : L'Incroyable Femme des neiges de Sébastien Betbeder : Lolo
- 2025 : Partir un jour d'Amélie Bonnin : Raphaël
- 2025 : Connemara d'Alex Lutz : Christophe
- 2025 : Aux jours qui viennent de Nathalie Najem : Joachim

Courts métrages
- 2010 : Entre-deux de Romain Baudéan : Thomas
- 2010 : Les Destructions d'Antoine Létra
- 2011 : Jeudi 19 de Raphaël Holt : Bastien
- 2011 : Rose, maintenant de Julien Hallard : Jérôme
- 2011 : Encore heureux d'Ivan Calbérac : Martin
- 2012 : Le Locataire de Nadège Loiseau : David
- 2012 : 1+1=3 de Kostia Petit : Maurice
- 2013 : Où je mets ma pudeur de Sébastien Bailly : Clément
- 2013 : Mon amour de Sigrid Bouaziz
- 2013 : Pour la France de Shanti Masud : Charles
- 2013 : Pour faire la guerre de Cosme Castro et Léa Forest : David
- 2014 : Faire avec de Julien Gaspar-Oliveri
- 2014 : L'Autre de François Pragnère : Alex
- 2015 : Mon père est un oiseau de Lucie Pagès : le fils du défunt
- 2015 : La Contribution de Chloé Delaume : la narrateur
- 2015 : Sur la touche de Hortense Gélinet : Arthur
- 2015 : Madame petite de Fanny Sidney
- 2016 : La Tortue de Thomas Blumenthal et Roman Dopouridis : Bastien
- 2016 : Baby love de Nathalie Najem : Gabriel
- 2016 : Misterioso de Frédéric Ceresa et Olivier Fossaert : Bruno
- 2016 : Guillaume à la dérive de Sylvain Dieuaide : Guillaume
- 2016 : À notre liberté retrouvée d'Andréa Saunier : Lucas
- 2016 : You de Mélanie Matranga
- 2017 : Il était une fois mon prince viendra de Lola Naymark : Louis
- 2019 : Un monde sans crise de Ted Hardy-Carnac : Patrick
- 2019 : Le Deuxième fils d'Hadrien Bichet : le deuxième fils
- 2019 : Pour que rien ne change de Francescu Artily : Nicolas
- 2019 : Irréprochable de Nathan Franck : Samuel
- 2020 : Tu demanderas à ta mère de Juliette Allain : Charles
- 2020 : Jour & nuit de Mélanie Matranga : Bastien
- 2020 : Jésus 2020 d'Aude Thuries : Père Vianney
- 2020 : Perles d'Alexis Hellot : Servan
- 2021 : People de Mélanie Matranga
- 2021 : Partir un jour d'Amélie Bonnin : Julien Beguin
- 2021 : Slurp de Jules Jolly : lui
- 2022 : Nocomodo de Lola Halifa-Legrand : le père
- 2022 : Une femme à la mer de Céline Baril : Thomas
- 2022 : Pharmakon de Mélanie Matranga
- 2022 : À trois de Claudia Bottino : Julien
- 2023 : Hors saison de Francesco Artily

### Télévision

#### Séries télévisées
- 2009 : RIS police scientifique (1 épisode) : Romain Dutreuil
- 2009 : Central Nuit (1 épisode) : Nico
- 2009 : Équipe médicale d'urgence (1 épisode) : un jeune
- 2009 : Boulevard du Palais (1 épisode) : Elliot Dantziger
- 2010 : Contes et nouvelles du XIXe siècle, épisode Crainquebille de Philippe Monnier : Antoine
- 2011 : Inquisitio (1 épisode) : Pierre de Luxembourg
- 2011 : Alice Nevers, le juge est une femme (1 épisode) : Valentin Fauvel
- 2012 : Détectives (1 épisode) : Adrien Morel
- 2012 : Profilage (1 épisode) : Sulian Frégé jeune
- 2017 : Transferts (2 épisodes) : Gaëtan / Alexandre
- 2018 : Les Secrets (mini-série) (3 épisodes) : Louis Aguze
- 2021 : Les Rivières pourpres (2 épisodes) : Werner
- 2021 : Nona et ses filles de Valérie Donzelli (1 épisode) : Marc-Luc
- 2021 : Les Invisibles (1 épisode) : Sébastien Prieur
- 2022 : Oussekine d'Antoine Chevrollier (mini-série) (3 épisodes) : Yann

#### Téléfilms
- 2009 : Le temps est à l'orage de Joyce Buñuel : Romain
- 2010 : Notre Dame des barjots d'Arnaud Sélignac : Fred
- 2011 : Simple d'Ivan Calbérac : Barnabé Maluri, dit Simple
- 2015 : Deux d'Anne Villacèque : Antoine
- 2017 : Imposture de Julien Despaux : Logan
- 2017 : À la dérive de Philippe Venault : Jérôme Cachard
- 2023 : Le Horla de Marion Desseigne Ravel : Damien

#### Clips
- 2013 : Pam pa nam d'Oxmo Puccino, réalisé par Colin Solal Cardo
- 2022 : Slow Savage d'Idles, réalisé par Baptiste Debraux

## Théâtre
Sauf indication contraire ou complémentaire, les informations mentionnées dans cette section peuvent être confirmées par la base de données Les Archives du spectacle.
- 1999 : En attendant Godot de Samuel Beckett, mise en scène Gilles Bouillon, Centre Dramatique Régional de Tours
- 2010 : Des jours et des nuits à Chartres de Henning Mankell, mise en scène Daniel Benoin, Théâtre National de Nice : Raphaël, résistant français
- 2011 : Kids de Fabrice Melquiot, mise en scène Gilles Bouillon, Centre Dramatique Régional de Tours : Stippan
- 2013 : Dans la solitude des champs de coton de Bernard-Marie Koltès, mise en scène Gilles Bouillon, Centre Dramatique Régional De Tours
- 2014 : Relaps, Julian Blight, Manufacture Atlantique
- 2018 : Des couteaux dans les poules, mise en scène, Gilles Bouillon, Théâtre de Châtillon

## Radio
- 2023 : Le Procès de Patrick Henry, réalisé par Cédric Aussir, France Culture[8]

## Distinctions
Sauf indication contraire, les informations mentionnées dans cette section peuvent être confirmées par les bases de données cinématographiques  présentes dans la section « Liens externes ».

### Récompenses
- César 2023 : Meilleur espoir masculin pour La Nuit du 12

### Nominations
- Lumières 2015 : Révélation masculine pour Le Beau Monde
- Paris Films Critics Awards 2023 : Meilleur acteur pour La Nuit du 12
- César 2025 : meilleur acteur dans un second rôle pour Le Comte de Monte-Cristo